# Anton Ernst von Schaffgotsch

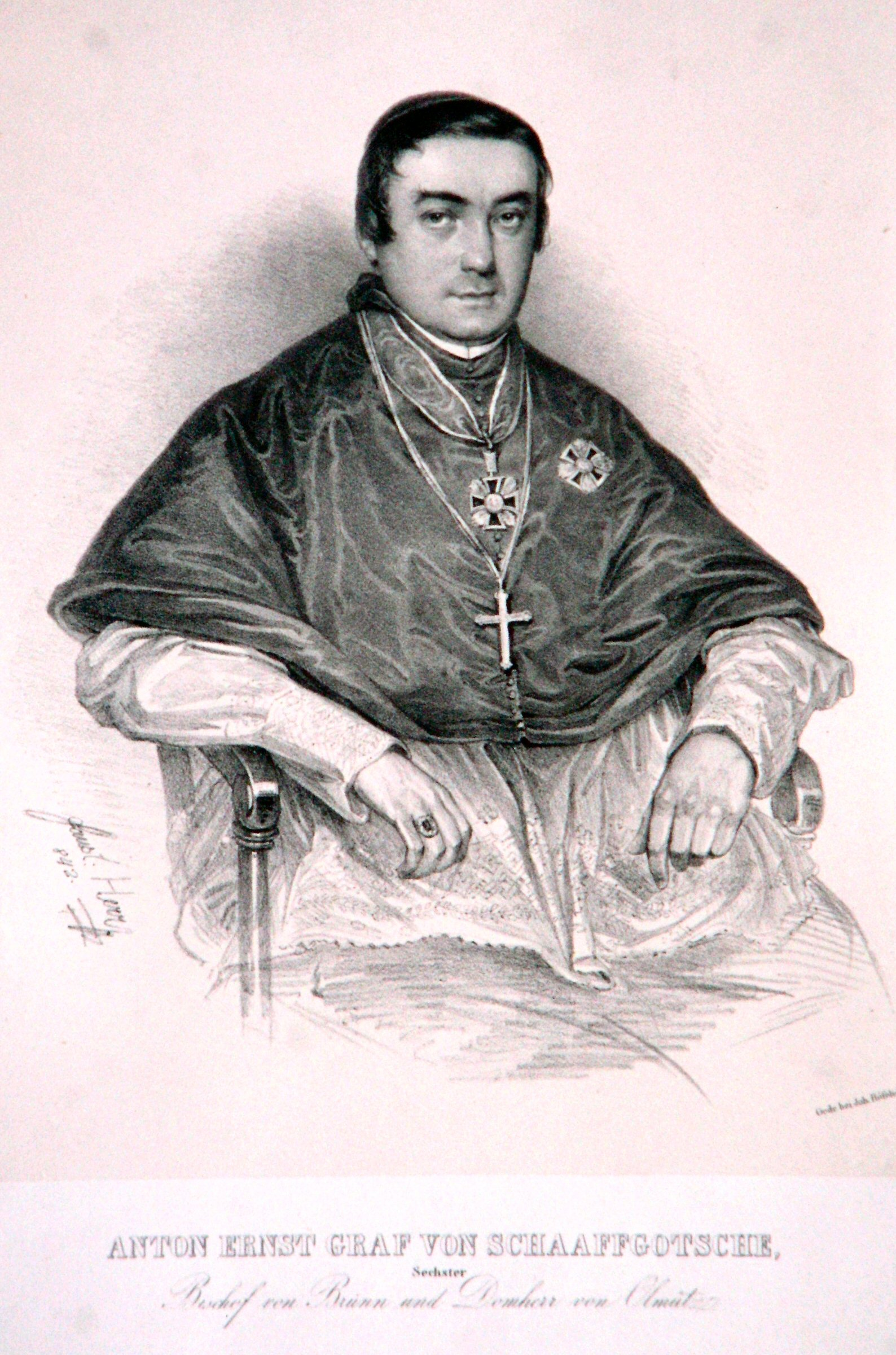
Anton Ernst von Schaffgotsch, Lithographie von Faustin Herr, 1842

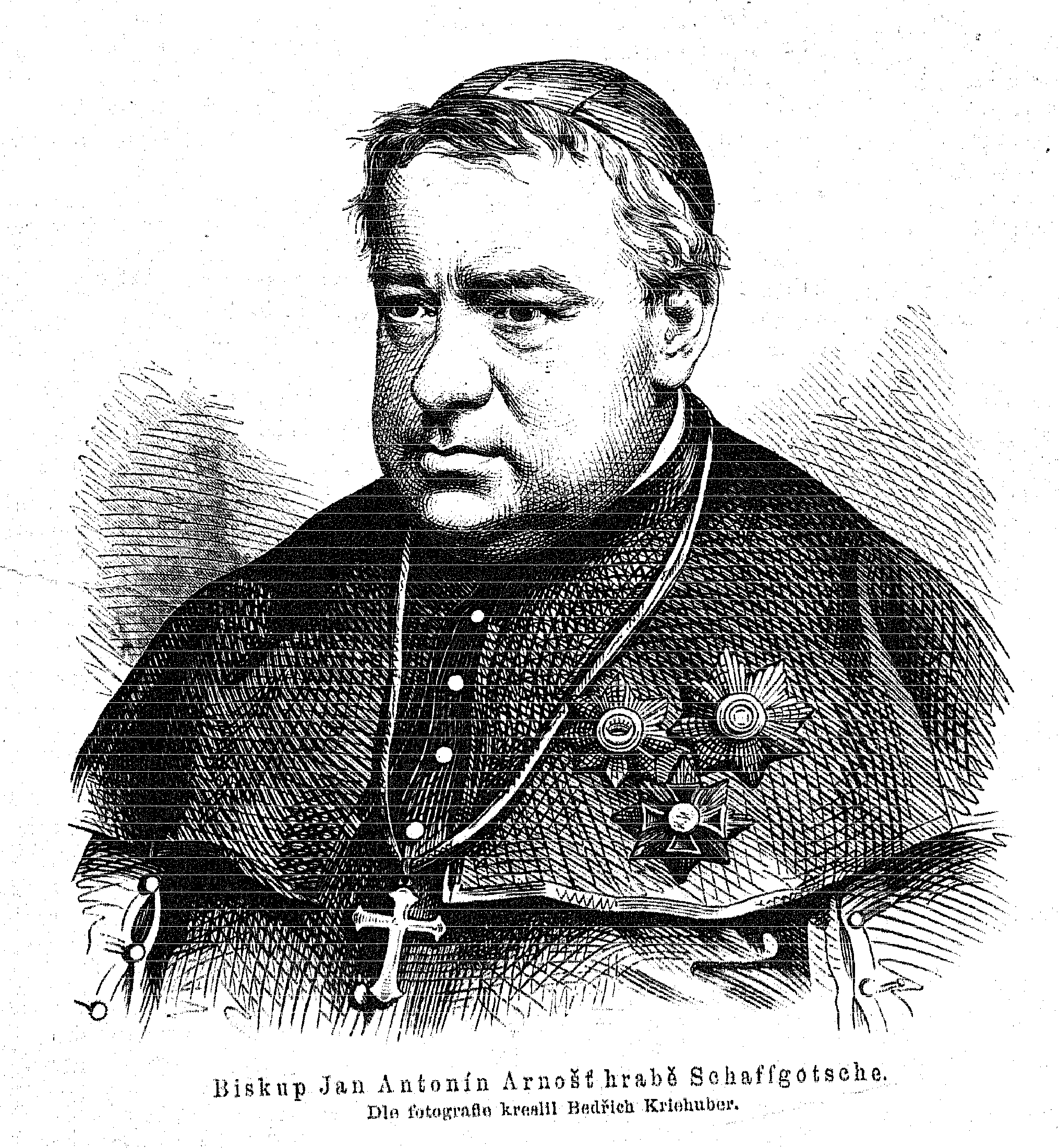
Anton Ernst von Schaffgotsch

Anton Ernst von Schaffgotsch (auch: Anton Ernst Graf Schaffgotsch(e); tschechisch Antonín Arnošt Schaffgotsche; * 16. Februar 1804 in Brünn; † 31. März 1870) war Bischof von Brünn.

## Herkunft und Werdegang
Anton Ernst von Schaffgotsch entstammte der böhmischen Linie des schlesischen Adelsgeschlechts Schaffgotsch. Seine Eltern waren Johann Ernst Maximilian Wenzel Joachim Gotthard Franz de Paula Adalbert von Schaffgotsch (* 19. August 1742; † 27. März 1825) und dessen zweite Ehefrau Gräfin Johanna Nepomucena von Blümegen (* 3. Oktober 1765; † 7. Februar 1811). Sein Onkel Johann Prokop von Schaffgotsch war der erste Bischof von Budweis, sein Bruder Johann Franz wurde General der Kavallerie. 
Anton Ernst studierte Katholische Theologie in Brünn, wo er am 8. September 1827 das Sakrament der Priesterweihe empfing. Nach der Promotion zum Doktor der Theologie war er ab 1831 Pfarrer von Groß Tajax. 1837 wurde er Domherr des Metropolitankapitels von Olmütz, ein Jahr später stieg er zum Propst von Kremsier auf.

## Weihbischof in Olmütz und Bischof von Brünn

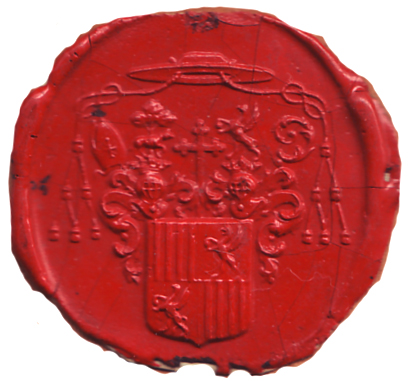
Siegel 1742

Am 11. Juli 1839 wurde er zum Titularbischof von Aureliopolis in Lydia und zum Weihbischof in Olmütz ernannt. Die Bischofsweihe spendete ihm der Olmützer Erzbischof Maximilian Joseph Gottfried von Sommerau Beeckh am 20. Oktober desselben Jahres; Mitkonsekrator war der Bischof von Brünn, Franz Anton Gindl. Nach dem Tod des Brünner Bischofs Franz Anton Gindl wurde Anton Ernst von Schaffgotsch am 15. Juli 1841 zu dessen Nachfolger ernannt. Der päpstlichen Bestätigung vom 27. Januar 1842 folgte am 5. Mai des Jahres die Inthronisation.
Während seiner Amtszeit ließ Schaffgotsch für die Gläubigen seines Sprengels Volksmissionen durchführen. Für den Klerus führte er geistliche Exerzitien ein. Er bekämpfte den noch teilweise vorhandenen Geist des Josephinismus. 1849 nahm er an der Österreichischen Bischofskonferenz teil, die dem Kaiser verschiedene Forderungen über die Rechte der Kirche vorlegte. 1853 gründete er für sein Bistum ein Knabenseminar, dem er testamentarisch den größten Teil seines Vermögens bestimmte.
1868 vollzog er in Wien die Eheschließung des zukünftigen Bayerischen Königspaares, Prinz Ludwig (später König Ludwig III.) und Marie Therese von Österreich-Este.
Als Bischof von Brünn hatte er 1861 bis 1873 eine Virilstimme im Mährischen Landtag.